# Dunaj (hudební skupina)
Dunaj je česká hudební skupina, představitelka žánru alternativní rock. Vznikla v roce 1986 v Brně.

## Historie
Skupina vznikla v Brně, mezi její členy patřili například zpěvačka a houslistka Iva Bittová nebo bubeník Pavel Fajt. Aktivně působila v proměnlivých sestavách v letech 1986 až 1998, kdy její činnost ukončila smrt frontmana Jiřího Kolšovského. Nakrátko se vrátila na pódia v roce 2002. V roce 2015 pak její repertoár začala znovu naživo hrát skupina Dunajská vlna, v níž dva původní členy Dunaje, baskytaristu Vladimíra Václavka a kytaristu Josefa Ostřanského, doplňovali různí bubeníci, např. Michaela Antalová, případně Dano Šoltys.
Většina členů skupiny hrála před érou Dunaje i po ní v řadě dalších alternativních skupin, případně rozvíjeli své sólové kariéry.
Kapela v roce 2019 obnovila činnost ve složení Vladimír Václavek - kytara, baskytara, zpěv, Josef Ostřanský - kytara, zpěv, Pavel Koudelka - bicí, percussions, zpěv.
V roce 2019 měl premiéru celovečerní film Dunaj vědomí v režii Davida Butuly, produkovaný Gnomon Production v koprodukci s Českou televizí Brno.
Skupina ve své obnovené sestavě absolvovala klubové a festivalové koncerty. V období léto až zima 2021 společné koncertovala s Ivou Bittovou (turné: Dunaj a Iva Bittová). Společně tak vystoupili s repertoárem z debutového alba skupiny z roku 1988, spolu vystupovali po více než 25 letech.
Na podzim 2022 vydala studiové album Za vodou. Na jaře 2025 vydala skupina album Mňau se zpěvačkou Janou Vébrovou.

## Diskografie
- Dunaj a Iva Bittová (1989)
- Rosol (1991)
- Dudlay (1993)
- IV (1994)
- Pustit musíš (1995)
- La La Lai (1996)
- Za vodou (2022)
- Mňau (2025)